# Фрицше, Юлий Фёдорович
Юлий Фёдорович Фри́цше (Карл Юлиус Фрицше, нем. Carl Julius Fritzsche; 29 октября 1808, Нойштадт, Саксонская Швейцария — Восточные Рудные Горы — 8 июня 1871, Дрезден) — немецкий и русский химик, натуралист.
Первоначальное образование получил дома. В 14 лет поступил в Дрездене в аптеку своего дяди, затем отправился в Берлин, где служил лаборантом в аптеке Гельминга. Фармацевтическая деятельность подготовила его к занятию должности ассистента в химической лаборатории берлинского профессора Митчерлиха, под руководством которого у Фрицше усилилась склонность к естественным наукам; он начал посещать университетские лекции и вскоре издал своё первое исследование в области ботаники: «Beitrag zur Kenntniss der Pollen», а в 1833 году представил диссертацию «De plantarum polline» и получил степень доктора философии. Он ввёл термины, использующиеся при описании пыльцы: «интина» и «экзина».
Вскоре его научные исследования обратились к области химии: «О соединении хлористого кальция с уксуснокислой и щавелевокислой известью». Переселившись в 1834 году в Россию, он печатал свои труды в изданиях Санкт-Петербургской академии наук, адъюнктом которой избран в 1838 году. Спустя 6 лет получил звание экстраординарного, а в 1852 году — ординарного академика. Свою ученую деятельность в России начал с того, что поместил в 1836 году свод своих наблюдений над «цветнем» в академическом «Memoires des Savants etrangers», под заглавием: «Ueber den Pollen». Является автором свыше 60 научных работ, большая их часть принадлежит к области органической химии.
Начав в конце 1830-х годов с исследования производных мочевой кислоты и ангидридов азотистого и азотноватого, он перешёл к изучению производных индиго. В 1841 году получил анилин нагреванием индиго с раствором гидроксида калия и назвал его «анилином». Он исследовал алкалоиды, заключающиеся в южнорусском степном растении, названным степной рутой (Peganum harmala), и открыл в семенах его два алкалоида: гармалин и гармин.
В 1860-х годах трудился над исследованием углеводородов. Из ряда открытий, сделанных Фрицше, наиболее любопытны: выяснение природы мурексида, представляющего аммиачную соль неизвестной в свободном состоянии пурпуровой кислоты, обнаружение факта распада рядовой амидо-бензойной и антраниловой кислоты на анилин и угольную кислоту, открытие изомерии мононитрофенолов и др.
Состоял членом комиссии при Министерстве внутренних дел для исследования и устройства кавказских минеральных вод, анализы которых сделаны им и химиком при медицинском департаменте. В 1865 году вместе с академиком Н. И. Зининым устроил при академии обширную химическую лабораторию.